# Xian autonome yi d'Eshan
Le xian autonome yi d'Eshan (峨山彝族自治县 ; pinyin : Éshān yízú Zìzhìxiàn) est un district administratif de la province du Yunnan en Chine. Il est placé sous la juridiction de la ville-préfecture de Yuxi.

## Démographie
La population du district était de 145 783 habitants en 1999.